# Вебер, Макс (художник)
Макс Вебер (англ. Max Weber; 18 апреля 1881 — 4 октября 1961) — польско-американский живописец еврейского происхождения, работавший в стиле кубизма.

## Биография
Родился в Белостоке, тогда уездном городе Гродненской губернии Российской империи (ныне — в составе Польши) в семье Мориса Вебера и Юлии Гец. В возрасте 10 лет эмигрировал с родителями в Америку. Изучал искусство в Институте Пратта в Бруклине у Артура Уэсли Доу.

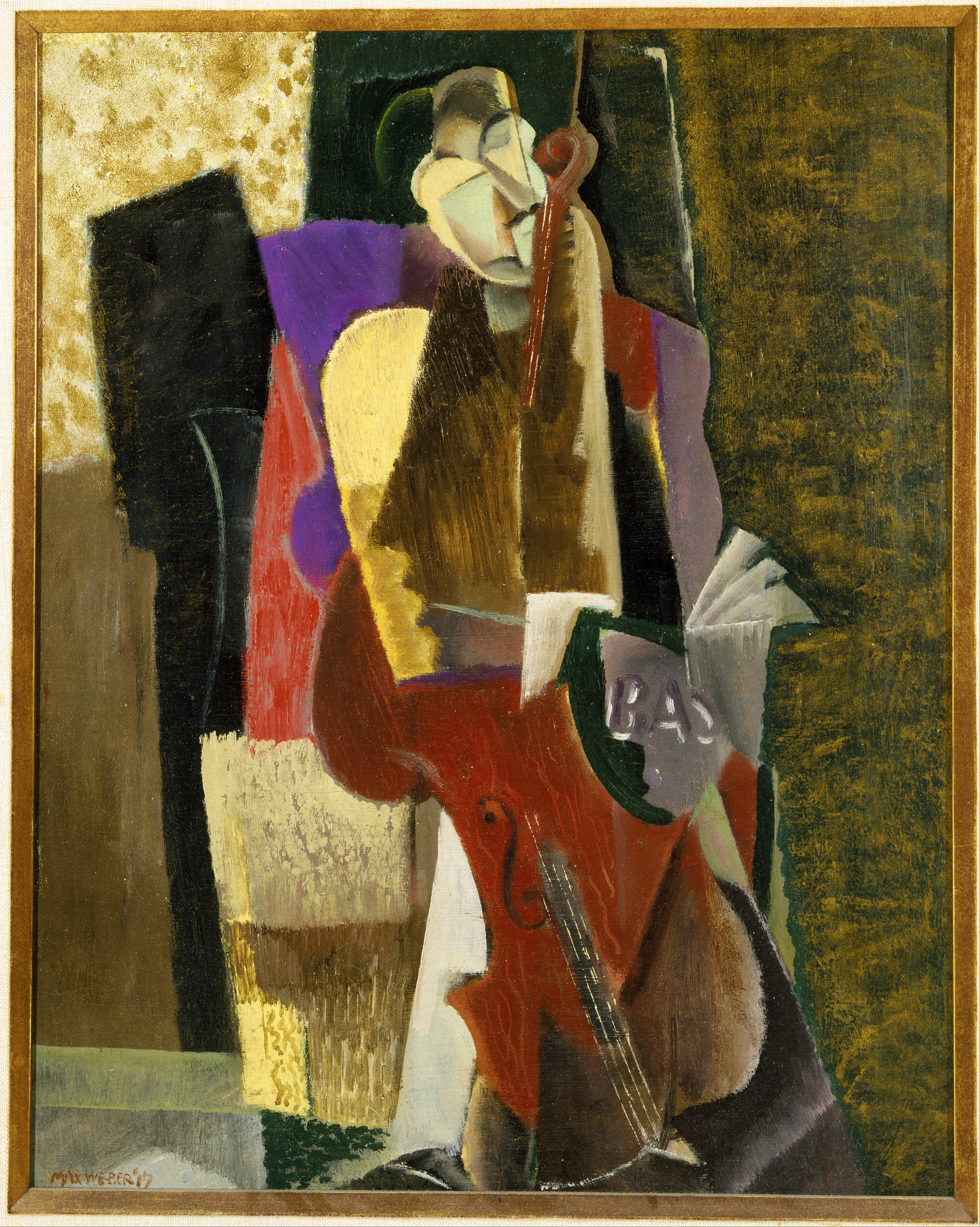
Виолончелист. Ок. 1917

В 1905 году Вебер скопил достаточно денег, чтобы поехать в Париж и учиться там в Академии Жюлиана, Академии Коларосси и Гранд-Шомьер. В 1908 году обучался также в парижской Школе Матисса. В этот период он посещал салон Гертруды Стайн и был близким другом Анри Руссо. На его творчество большое влияние оказали работы Пикассо и Брака.
В 1909 году он вернулся в США, где сблизился с нью-йоркскими авангардистами и выставлялся в Галерее 291 Альфреда Стиглица. В период с 1909 по 1917 год он создал многие из лучших своих произведений (преимущественно городские пейзажи, в которых стремился передать движение и бурный ритм американской жизни). В ряде работ ощущается влияние кубизма и фовизма.
После 1917 года живопись Вебера эволюционировала в сторону фигуративности, хотя он продолжал эксперименты с цветом и формой. В последние 20 лет жизни в его творчестве значительное место занимала еврейская (в частности, хасидская) тематика.
Творчество Вебера оказало большое влияние на ранние работы его ученика Марка Ротко.

## Работы находятся в собраниях
- Baltimore Museum of Art, Maryland.
- Brooklyn Museum, New York.
- Museum of Modern Art, New York.
- New Jersey State Museum, Trenton.
- Whitney Museum of American Art, New York.